# Домашняя цесарка

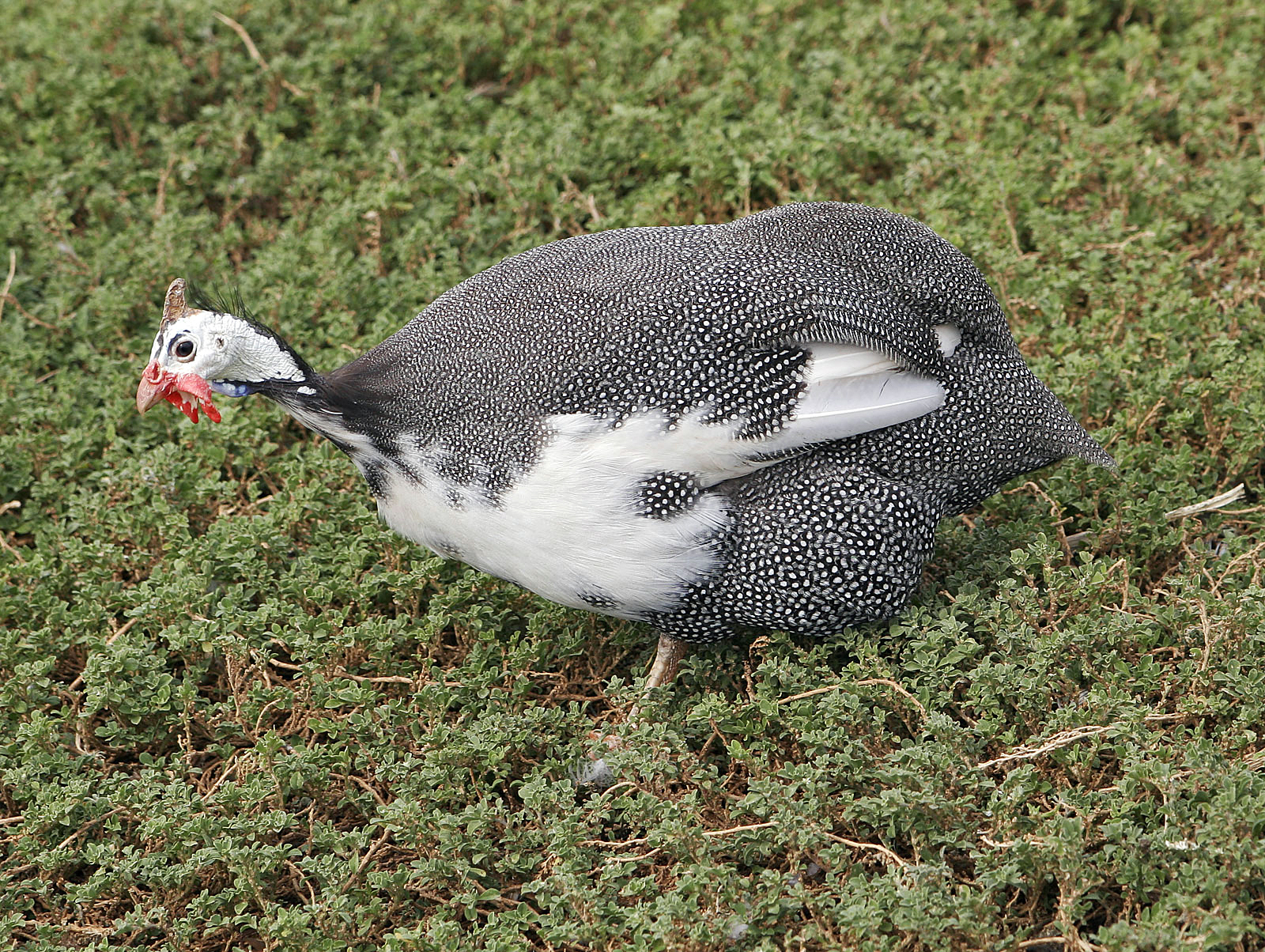

Домашняя цесарка — один из видов домашней птицы.

## История одомашнивания

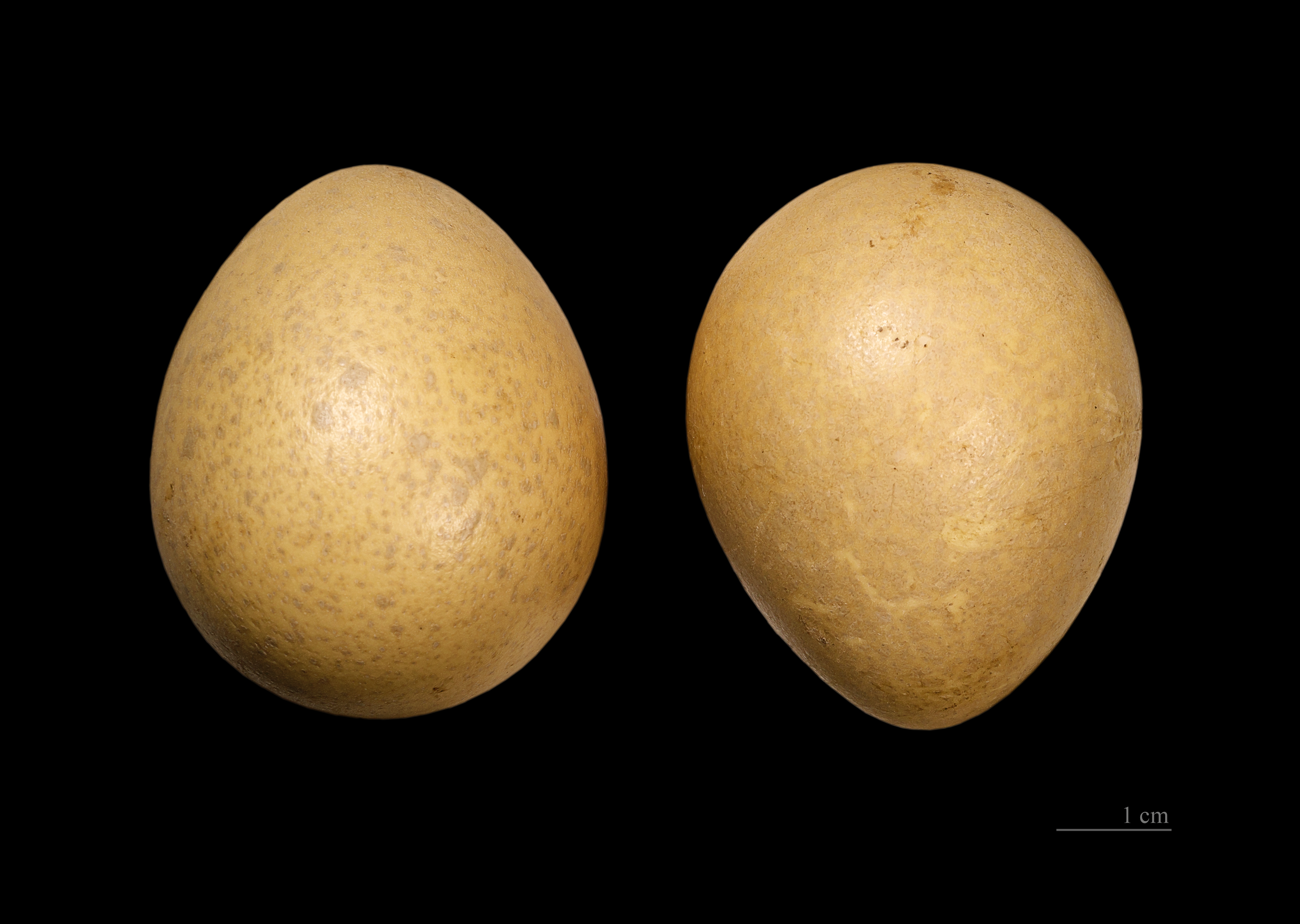
Яйца цесарки

Родина одомашненной обыкновенной цесарки — Западная и центрально-южная Африка. В античные времена домашняя цесарка попала из Африки в Древнюю Грецию (где упоминается как домашняя птица уже в V в. до н. э.) и Древний Рим.
Португальские путешественники завезли цесарку повторно в Европу из Западной Африки в XV и XVI веках, после чего она стала популярна на птичьих дворах всего мира как домашняя птица.
В США ценится птицеводами-любителями из-за активного поедания этими птицами иксодовых клещей, которые в июне-августе в больших количествах появляются на газонах страны, где представляют угрозу для человека, так как переносят опасные заболевания (энцефалит и др.).

## Породы в России
В Центральной полосе России домашние цесарки появились в XVIII веке и долгое время выращивались преимущественно как декоративные птицы. С расширением границ Российской империи в её состав вошли регионы с большим распространением домашней цесарки (Кавказ, Дальний Восток, Средняя Азия). Поэтому во второй половине XIX века русский птицевод И. И. Абозин в своей книге «Птичий двор в русских хозяйствах» дал подробное описание цесарок и способов их выращивания. В Министерстве сельского хозяйства Российской Федерации в 2007 году в качестве пород российской селекции были зарегистрированы волжская белая, загорская белогрудая, кремовая и серо-крапчатая.

## Хозяйственное значение

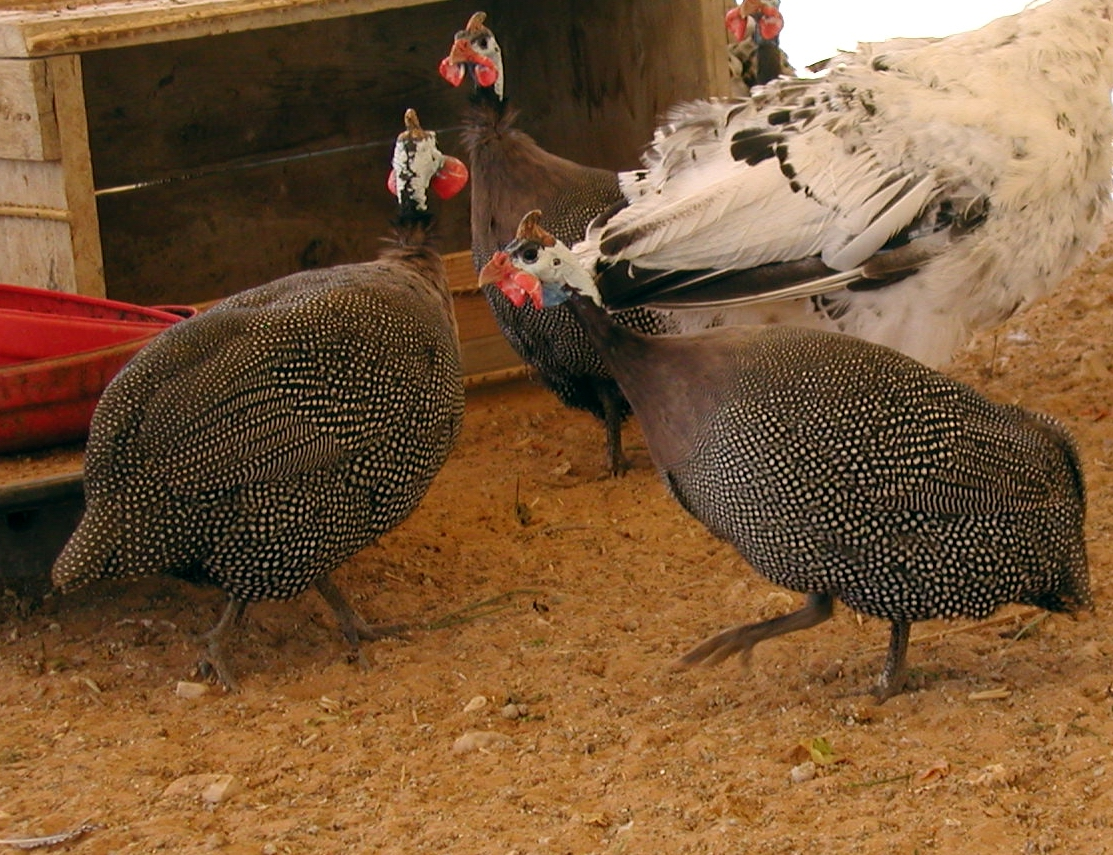
Домашние цесарки на птичьем дворе в Израиле

Цесарки — родственники домашних кур, индеек и перепёлок. Родина цесарок — Африка, но они прекрасно чувствуют себя в различных районах России при содержании как в закрытых помещениях, так и на выгулах и даже в клетках. Они болеют гораздо реже кур и другой птицы. Ведут стадный образ жизни, хорошо уживаются с обитателями двора. Быстро бегают и могут даже взлетать, поэтому у взрослых особей на 5-6 см подрезают маховые перья на одном из крыльев. Разводят цесарок для получения диетического мяса, высококачественных яиц, а также для борьбы с вредителями: червями, слизняками, насекомыми (в том числе и с колорадским жуком, муравьями и тлёй).
Выведены множество пород домашних цесарок.

## Пищевая ценность
Мясо этой птицы по вкусу напоминает дичь, содержит меньше воды и жира, чем куриное, по питательности и другим биологическим показателям считается[кем?] лучшим из мяса домашней птицы. Яйца цесарок — светло-коричневого цвета, несколько мельче куриных, весят 43-48 г, имеют характерную грушевидную форму, скорлупа у них толстая и весьма прочная (благодаря чему яйца практически стерильны, но хотя вредоносные микробы не могут проникнуть сквозь скорлупу, всё же рекомендуется термообработка на случай заражения яйца сальмонеллой от птицы, больной сальмонеллёзом). Они хорошо выдерживают перевозки и длительное (до полугода) хранение при температуре от 0 до +10°С. В их желтке также больше, чем в куриных, сухих веществ, витамина А и каротиноидов, они вкуснее, не вызывают аллергии у детей и взрослых.
Живая масса взрослых самцов — 1,5-1,6 кг, самок — 1,6-1,7 кг, суточные цесарята весят по 25 г, цесарята 70-дневного возраста — 0,80-0,85 кг, 3-месячные — около 900 грамм. Затраты корма на 1 кг прироста — 3,2-3,4 кг. Половая зрелость наступает в 8,0-8,5 мес. Яйценоскость сезонная, 5-6 мес. В среднем на несушку получают 80-90 яиц, выход инкубационных яиц — 86 %, их масса — 45-46 г. Окраска скорлупы кремово-крапчатая. Вывод молодняка — 52-55 %. Сохранность молодняка и взрослых цесарок высокая — 95-99 %.
В грудных мышцах цесарок содержится 95,3 % аминокислот по сравнению с 81,8 % у цыплят-бройлеров. Кроме этого, у цыплят на долю незаменимых аминокислот приходится 46,8 %, у цесарят — 52,3 %. Более того, по сравнению с цыплятами в грудных мышцах цесарят содержится больше гистидина, треонина, валина, метионина, изолейцина, фенилаланина, а из заменимых аминокислот несколько больше аспарагина, серина, глицина, аланина, тирозина, цистина и глютаминовой кислоты. Поэтому продовольственная комиссия при ООН (ФАО) причисляет мясо и яйца цесарок к списку исключительно благоприятных продуктов питания человека.

## Инкубация яиц и вывод молодняка
Для инкубации пригодны яйца весом не менее 40 г с прочной скорлупой, правильной формы, светло- или тёмно-коричневые, хранившиеся не более недели. Это необходимо для правильного развития зиготы и полноценного превращения зародыша во взрослую птицу. 
Прочность скорлупы проверяют аккуратным постукиванием яиц друг о друга. Если звук дребезжащий, яйца для инкубации не пригодны, так как в скорлупе есть мелкие трещины, не видимые невооружённым глазом.
До закладки яйца хранят на картонных прокладках тупым концом вверх или на боку, но тогда их обязательно следует 2-3 раза в день переворачивать. Температура в помещении должна быть от 0 до +10°С. Рекомендуется инкубация с насадкой, либо инкубация в машине любого типа (в том числе любительской).  Продолжается ~ 28 дней при обычном режиме. 
Просвечивают яйца для удаления неоплодотворённых или с погибшими зародышами на 26-й день, непосредственно перед вылуплением. 
Даже небольшая самка-наседка может вырастить здоровое потомство. После того как птенцы обсохнут, их пересаживают в коробки или картонные ящики из расчёта 15-20 голов на 1 м² площади пола. Содержат цесарят на ежедневно сменяемой бумажной подстилке. Для обогрева используют специальную инфракрасную лампу. Сверху коробку прикрывают марлей или материей (воздух обязательно должен проходить). Температура непосредственно под лампой зависит от возраста цесарят: в первые 3 дня — +35°С, до 10 дней — +31°С, до 20 дней — +27°С, до 30 дней — +21 °С. С месячного возраста птенцы обходятся без дополнительного обогрева. 

## Выращивание и кормление молодняка
Цесарят содержат и кормят в основном так же, как и цыплят. Они довольно шумные, очень подвижные; при понижении температуры скучиваются по углам коробки и могут задавить друг друга. Птица не выносит сырости. Продолжительность освещения для цесарок, включая время пребывания на выгулах при дневном свете, должна быть: до 4 недель — 20 ч, до 10 недель − 16 ч, до 14 недель — 12 ч, до 27 недель — 8 ч, до 43 недель — 16 ч, до 50 недель — 17 ч и до конца кладки − 18 ч. Первое кормление — измельчённые яйца вкрутую, распаренная пшённая крупа, обычный комбикорм и чистая питьевая вода в «вакуумных поилках» (пол-литровая стеклянная банка наполняется водой, накрывается блюдцем и быстро переворачивается).
Цесарята (да и взрослые цесарки) любят всевозможную зелень: нарезанную траву, особенно листья клевера, одуванчика, «гусиную травку», листья капусты, салата. Поедают дождевых червей, улиток и насекомых, а трёхмесячные и более взрослые лакомятся колорадскими жуками.

## Содержание взрослой птицы

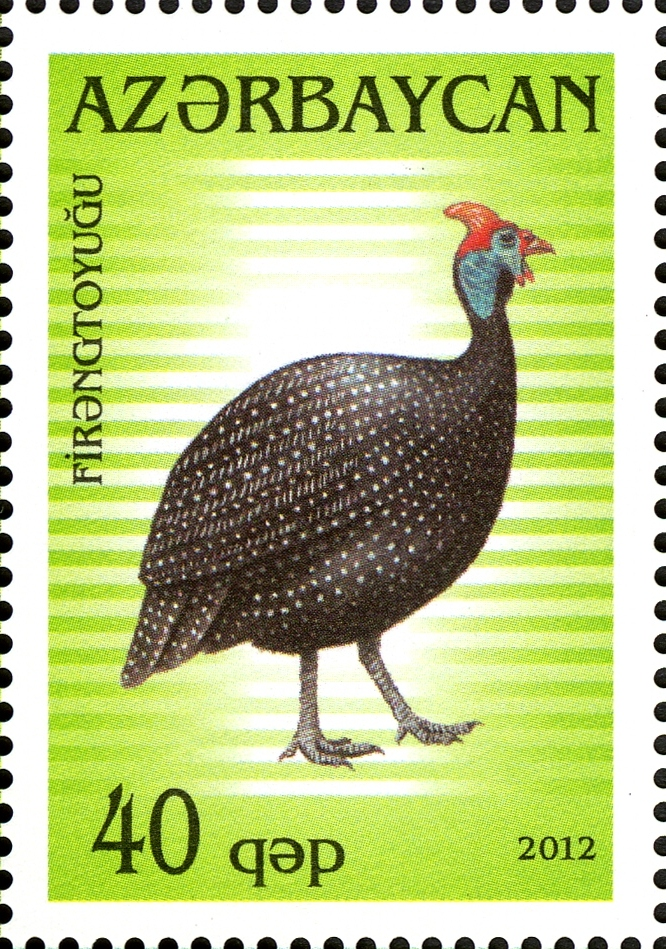
На почтовой марке Азербайджана (2012)

Цесарок содержат, как и кур, в любом достаточно сухом и светлом помещении. Если нет дождя или снега, днём они постоянно гуляют, а вечером приходят домой. Цесарок содержат на глубокой подстилке из опилок, стружек, торфа или песка. После начала яйцекладки птицу можно выпускать на небольшие огороженные выгулы и держать там до 2—3 часов дня, так как именно в это время большинство самок откладывают яйца.
Уже после 7 месяцев птица начинает яйцекладку, если содержится при температуре от +14 до +18 °С и 16-часовом световом режиме. В этот период самки весят больше самцов.
Обычно в июне — июле цесарки пытаются начать насиживание где-нибудь в укромном месте. Допускать этого не следует, так как они очень пугливы. Лучше сдать яйца на инкубацию или положить под наседок. Цесарок содержат «семьями» из расчёта 4 самки на одного самца. Молодняк различают по полу обычно в 5 месяцев: у самок начинают расходиться лонные кости; у самцов более крупная голова и белоснежное оперение. В среднем из выращенных цесарят получают около 40 % самок.
Яйцекладка продолжается около 6 месяцев, иногда и больше. Оставлять цесарок на второй год не рекомендуется, так как их продуктивность, как правило, снижается. За племенной сезон от каждой самки можно получить в среднем по 100—150 яиц. После окончания кладки цесарок, а также лишних самцов в 5 месяцев забивают (у последних более нежное мясо, чем у взрослой птицы).

## Генетика
Кариотип: 78 хромосом (2n).
Молекулярная генетика
- Депонированные нуклеотидные последовательности в базе данных EntrezNucleotide, GenBank, NCBI, США: 104295 (по состоянию на 29 марта 2021).
- Депонированные последовательности белков в базе данных EntrezProtein, GenBank, NCBI, США: 43431 (по состоянию на 29 марта 2021).

Домашней цесарке — как генетически наиболее изученному представителю всего семейства цесарковых — принадлежит бо́льшая часть депонированных последовательностей в этом семействе в целом.
Геном: 1,23—1,31 пг (C-value).

## Классификация

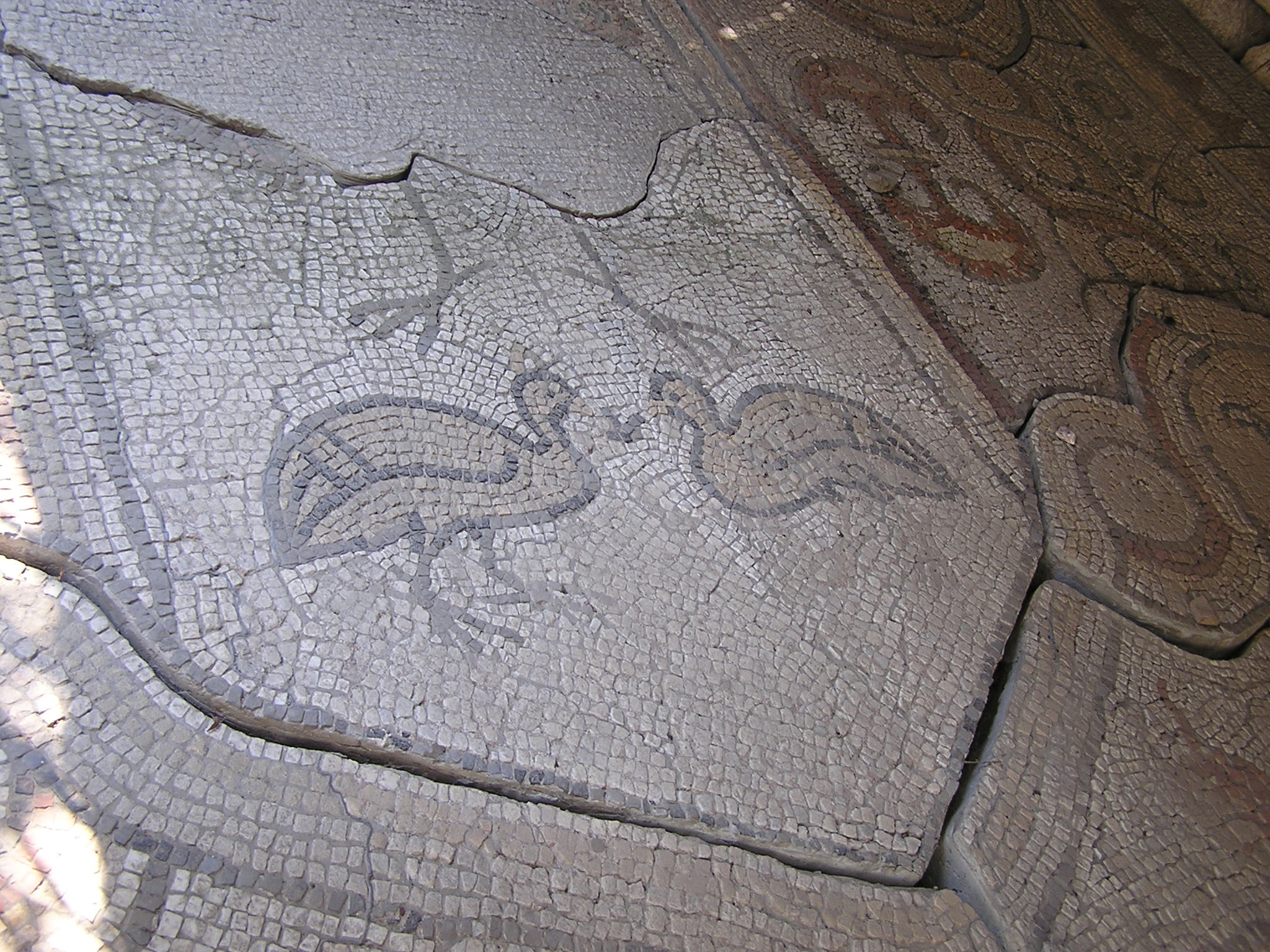
Цесарки на византийской мозаике в Херсонесе

Род включает единственный вид обыкновенной цесарки, для которого описано более 30 подвидов и рас; многие из них подвергаются сомнению. Вероятно, в зависимости от ареала следует различать только следующие девять подвидов:
- Numida meleagris coronatus Gurney, 1868
- Numida meleagris galeatus Pallas, 1767
- Numida meleagris marungensis Schalow, 1884
- Numida meleagris meleagris (Linnaeus, 1758)
- Numida meleagris mitratus Pallas, 1767
- Numida meleagris papillosus Reichenow, 1894
- Numida meleagris reichenowi Ogilvie-Grant, 1894
- Numida meleagris sabyi Hartert, 1919
- Numida meleagris somaliensis Neumann, 1899